# Сергієнко Іван Васильович (академік)
Сергієнко Іван Васильович (нар. 13 серпня 1936 року, село Білоцерківці, Полтавської області) — український вчений у галузі інформатики, обчислювальної математики, системного аналізу та математичного моделювання, доктор наук, професор, академік НАН України. Єдиний науковець — лауреат чотирьох Державних премії України в галузі науки і техніки.

## Біографічні відомості
Народився 13 серпня 1936 року у селі Білоцерківцях, Полтавської області.
Відразу після закінчення у 1959 р. механіко-математичного факультету Київського державного університету ім. Т. Г. Шевченка пов'язав професійне життя з Інститутом кібернетики.
У 1964 році захистив кандидатську дисертацію.
У 1972-му — захистив докторську дисертацію і став професором кафедри обчислювальної математики Київського держуніверситету, а згодом — завідувачем її філії в Інституті кібернетики.
З 1995 року по 2008 рік керував кафедрою теоретичної кібернетики і методів оптимального управління МФТІ, з 2008 року очолює цю кафедру у складі Фізико-технічного навчально-наукового центру НАН України.
З 2002 р. керує філією кафедри автоматизованих систем обробки інформації та управління Національного технічного університету України «Київський політехнічний інститут».
Ці кафедри названих вищих навчальних закладів працюють як базові безпосередньо в Інституті кібернетики імені В. М. Глушкова НАН України.
Фундатор наукової школи з комп'ютерної математики та інтелектуальних інформаційних технологій
Автор понад 700 наукових праць, з них 40 монографій; підготував 22 доктори та 60 кандидатів наук.
Президент Української федерації інформатики (УФІ), яка прийнята в міжнародну організацію CEPIS (Council of European Professional Informatics Societies), що функціонує при Європейському Союзі.
Голова Національного Комітету України з інформатики.
Голова наукових рад НАН України «Інтелектуальні інформаційні технології» та з проблеми «Кібернетика».
Головний редактор міжнародного науково-теоретичного журналу «Кібернетика та системний аналіз» та журналу «Комп'ютерна математика», член редколегій низки журналів.
Член ряду міжнародних організацій, що координують діяльність в галузі інформатики в різних країнах світу.

## Наукова діяльність
На початку 60-х років запропонував новий підхід до побудови алгоритмів наближеного розв'язання задач дискретної оптимізації. Створив нову алгоритмічну схему — так звану схему методу вектора спаду, що дала можливість побудувати сімейство нових алгоритмів для розв'язання багатоекстремальних задач.
Методи, побудовані на основі цієї алгоритмічної схеми, були неодноразово використані при розробці різноманітних комп'ютерних технологій, призначених для розв'язання багатьох типів задач дискретного програмування. Були досліджені проблеми збіжності обчислювальних процесів, що здійснюються згідно із запропонованими алгоритмами, а також проведені дослідження проблеми стійкості багатокритеріальних задач дискретної оптимізації.
Також досліджував широкі класи математичних моделей та чисельних методів для вивчення хвильових процесів в неоднорідних необмежених областях. На основі побудованих нових класичних узагальнених задач, що визначені на класах розривних функцій, розроблено теорію оптимального керування багатокомпонентними розподіленими системами та досліджено їх оптимальну керованість.
Отримані теоретичні результати є базою інформаційних технологій з аналізу, контролю, прогнозу та управління полями різної фізичної природи і процесами в складних інженерних об'єктах та середовищах. Розроблено нові інформаційні технології дослідження сучасних проблем екології, економіки, управління, енергетики, захисту навколишнього природного середовища, меліорації та водного господарства, інших предметних областей на суперкомп'ютерах, обчислювальних мережах та комплексах.
Наприкінці 60-х років зацікавився проблемою автоматизації процесів обробки та аналізу даних математичними методами, передусім методами теорії ймовірностей та математичної статистики.
За його баченням, комп'ютеризація цих складних наукомістких процесів має здійснюватись на основі накопичення різносторонніх знань спеціалістів — як теоретичного, так і практичного характеру, а також забезпечувати інтегровану обробку даних найефективнішими методами в конкретних предметних областях.
Подальший розвиток ці ідеї отримали в процесі реалізації автоматизованих систем обробки даних на ЕОМ нових поколінь із потужнішими технічними засобами, новими операційними середовищами та системами програмування. В результаті була розроблена інформаційна технологія, спрямована на автоматизацію процесів побудови таких систем, включаючи процеси удосконалення та модернізації (інструментальні системи CASE APS, Сігма Стат, MacroProg).
2006 р. відбулася міжнародна конференція з проблем оптимізації, присвячена ювілею І. В. Сергієнка, та вийшов спеціальний випуск журналу «Global Optimization», завдяки ініціативі вчених Університету Колорадо (США), Техаського університету (США), Університету Флориди (США). І. В. Сергієнко — соросівський професор.

## Статус в Національній академії наук України
У 1978 р. обраний членом-кореспондентом НАН України. 

У 1988 р. — академік НАН України. 

З 1982 р. по 1994 р. — заступник директора Інституту кібернетики. 

з 1995 р. — директор Інституту кібернетики імені В. М. Глушкова НАН України, Генеральний директор Кібернетичного центру НАН України. 

З 1995 р. по 2009 р. — академік-секретар Відділення інформатики НАН України, член Президії НАН України. 

З 2009 р. — Радник Президії НАН України.

### Напрями наукової діяльності
- Розробка математичних методів та систем моделювання об'єктів та процесів
- Розробка чисельних, чисельно-аналітичних методів та алгоритмів обчислювальної математики, розв'язування науково-технічних, фундаментальних і прикладних проблем
- Створення теорії алгоритмів та обчислень, у тому числі паралельних

### Керівник науково-дослідних робіт
1. Системне настроювання регіональних моделей інтегрованої інформаційно-аналітичної системи супроводження бюджетного процесу в Україні
2. Розробка математичних методів розв'язання складних проблем комбінаторної оптимізації, інтелектуального аналізу та захисту даних із використанням суперкомп'ютерів
3. Розробка методів та програмно-алгоритмічних засобів розв'язання задач дискретної оптимізації для створення нових комп'ютерних технологій, у тому числі Grid-технологій
4. Розробка нових математичних моделей та методів для створення інформаційних технологій розв'язання задач дискретної оптимізації трансобчислювальної складності
5. Розбудова національного ресурсного грід-центру на базі Інституту кібернетики ім. В. М. Глушкова НАН України
6. Розбудова вітчизняного кластерного комплексу СКІТ-GPU та розвиток інструментарію управління інформаційними технологіями в гетерогенних кластерих системах
7. Сервіс-орієнтована методологія створення онтологічних систем для Grid середовища

## Відзнаки і нагороди
- Почесний академік Академії наук вищої школи України
- Іноземний член Російської академії наук (8 березня 2022 подав заяву про вихід зі складу іноземних членів РАН[3])
- Академік міжнародної академії комп'ютерних наук і систем
- Член Американського математичного товариства
- «Почесний дослідник ІТНЕА» (Institute for Information Theories and Applications, Болгарія)

Почесний доктор:

- Київського національного університету ім. Тараса Шевченка,
- Національного університету «Києво-Могилянська академія»
- Дніпровського національного університету
- Запорізького національного університету
- Міжнародного Соломонового університету
- Волинського національного університету ім. Лесі Українки
- Ужгородського національного університету
- Харківського національного університету радіоелектроніки
- Української інженерно-педагогічної академії

Почесний професор:
- Московського фізико-технічного інституту
- Тернопільського державного технічного університету імені Івана Пулюя

Інші нагороди
- Заслужений діяч науки і техніки (1991 р.).
- Лауреат Державної премії України в галузі науки і техніки (1972 р., 1993 р., 1999 р., 2005 р.)[4],
- Лауреат Державної премії СРСР (1981 р.),
- Лауреат премії Ради Міністрів СРСР (1982 р.).
- Лауреат Державної премії України в галузі освіти (2018).
- Орден Дружби народів
- Орден «За заслуги» I, II, та III ступенів.
- Премія НАН України імені В. М. Глушкова (1986 р.)
- Премія НАН України імені С. О. Лебедєва (1997 р.)
- Премія НАН України імені В. С. Михалевича (2002 р.)
- Премія НАН України імені А. О. Дородніцина (2007 р.)
- Почесна відзнака Президента України (1996 р.)
- Почесна грамота Президії Верховної Ради України (1986 р.)
- Почесна грамота Верховної Ради України (2004 р.)
- Почесна грамота Кабінету міністрів України (2000 р.).

## Публікації
- Задачи дискретной оптимизации / И. В. Сергиенко, В. П. Шило. – Наукова думка, 2003
- Optimal control of distributed systems with conjugation conditions / I. V. Sergienko, V. S. Deineka // Springer Science & Business Media. –2006
- Моделирование переходной экономики: модели, методы, информационные технологии / М. В. Михалевич, И. В. Сергиенко. – К.: Наук. Думка, 2005
- Сергієнко І. В. Інформатика в Україні: становлення, розвиток, проблеми. – К.: Наук. Думка, 1999. – 354
- Задачи дискретной оптимизации: проблемы, методы исследования, решения / И. В. Сергиенко, В. П. Шило. – К.: Наук. Думка, 2003
- Сергієнко І. В. Інформатика та комп'ютерні технології. – К.: Наук. Думка, 2004. – 432
- Classification of applied methods of combinatorial optimization / I. V. Sergienko, L. F. Hulianytskyi, S. I. Sirenko // Cybernetics and Systems Analysis. – 2009. – 45 (5). – 732—741
- Анализ многокомпонентных распределенных систем и оптимальное управление / В. С. Дейнека, И. В. Сергиенко. – Киев: Наук. Думка, 2007
- Модели и информационные технологии для поддержки принятия решений при проведении структурно-технологических преобразований / И. В. Сергиенко, М. В. Михалевич, П. И. Стецюк, Л. Б. Кошлай // Кибернетика и системный анализ. – 2009. – 26-49
- Метаэвристический метод деформированного многогранника в комбинаторной оптимизации / Л. Ф. Гуляницкий, И. В. Сергиенко // Кибернетика и системный анализ,. – 2007. – 70-79
- Елементи загальної теорії оптимальних алгоритмів та суміжні питання / І. В. Сергієнко, В. К. Задірака, О. М. Литвин. – К.: Наук. Думка, 2012
- Solution of inverse boundary-value problems for multicomponent parabolic distributed systems / I. V. Sergienko, V. S. Deineka // Cybernetics and Systems Analysis. – 2007. – 43 (4). – 507—526
- Expansions and polynomial limit representations of weighted pseudoinverses / E. F. Galba, V. S. Deineka, I. V. Sergienko // Computational Mathematics and Mathematical Physics. – 2007. – 47 (5. – 713
- О существовании решений в задачах векторной оптимизации / И. В. Сергиенко, Т. Т. Лебедева, Н. В. Семенова // Кибернетика и системный анализ. – 2000. – 39-46
- Сергієнко І. В. Наукові ідеї ВМ Глушкова та розвиток актуальних напрямів інформатики. – К.: Наукова думка, 2013
- Metaheuristic downhill simplex method in combinatorial optimization / L. F. Gulyanitskii, I. V. Sergienko // Cybernetics and Systems Analysis. – 2007. – 43 (6). – 822—829
- Weighted pseudoinverses and weighted normal pseudosolutions with singular weights / E. F. Galba, V. S. Deineka, I. V. Sergienko // Computational Mathematics and Mathematical Physics. – 2009. – 49 (8). – 1281—1297
- Predicting protein secondary structure based on Bayesian classification procedures on Markovian chains / I. V. Sergienko, B. A. Beletskii, S. V. Vasil'ev, A. M. Gupal // Cybernetics and Systems Analysis. – 2007. – 43 (2). – 208—212
- Предсказание вторичной структуры белков на основе байесовских процедур распознавания на цепях Маркова / И. В. Сергиенко, Б. А. Белецкий, С. В. Васильев, А. М. Гупал // Кибернетика и системный анализ. – 2007. – 59-64
- Expansion of weighted pseudoinverse matrices in matrix power products / I. V. Sergienko, E. F. Galba, V. S. Deineka // Ukrainian Mathematical Journal. – 2004. – 56 (11). – 1828—1848
- Limit representation of weighted pseudoinverse matrixes with singular weights and the regularization problems / E. F. Galba, V. S. Deineka, I. V. Sergienko // Zhurnal Vychislitel'noi Matematiki i Matematicheskoi. – 2004. – Fiziki44 (11). – 1928—1946